# Fanxy Red
 (février 2023).
La mise en forme du texte ne suit pas les recommandations de Wikipédia : il faut le « wikifier ».
Les points d'amélioration suivants sont les cas les plus fréquents. Le détail des points à revoir est peut-être précisé sur la page de discussion.
- Les titres sont pré-formatés par le logiciel. Ils ne sont ni en capitales, ni en gras.
- Le texte ne doit pas être écrit en capitales (les noms de famille non plus), ni en gras, ni en italique, ni en « petit »…
- Le gras n'est utilisé que pour surligner le titre de l'article dans l'introduction, une seule fois.
- L'italique est rarement utilisé : mots en langue étrangère, titres d'œuvres, noms de bateaux, etc.
- Les citations ne sont pas en italique mais en corps de texte normal. Elles sont entourées par des guillemets français : « et ».
- Les listes à puces sont à éviter, des paragraphes rédigés étant largement préférés. Les tableaux sont à réserver à la présentation de données structurées (résultats, etc.).
- Les appels de note de bas de page (petits chiffres en exposant, introduits par l'outil «  Source ») sont à placer entre la fin de phrase et le point final[comme ça].
- Les liens internes (vers d'autres articles de Wikipédia) sont à choisir avec parcimonie. Créez des liens vers des articles approfondissant le sujet. Les termes génériques sans rapport avec le sujet sont à éviter, ainsi que les répétitions de liens vers un même terme.
- Les liens externes sont à placer uniquement dans une section « Liens externes », à la fin de l'article. Ces liens sont à choisir avec parcimonie suivant les règles définies. Si un lien sert de source à l'article, son insertion dans le texte est à faire par les notes de bas de page.
- La présentation des références doit suivre les conventions bibliographiques. Il est recommandé d'utiliser les modèles {{Ouvrage}}, {{Chapitre}}, {{Article}}, {{Lien web}} et/ou {{Bibliographie}}. Le mode d'édition visuel peut mettre en forme automatiquement les références.
- Insérer une infobox (cadre d'informations à droite) n'est pas obligatoire pour parachever la mise en page.

Pour une aide détaillée, merci de consulter Aide:Wikification.
Si vous pensez que ces points ont été résolus, vous pouvez retirer ce bandeau et améliorer la mise en forme d'un autre article.
 (février 2023).
Fanxy Rouge (coréen : 팬시레드), anciennement connu sous le nom de FFC-Acrush (dû à leur collaboration avec la marque Fantasy Football Confederation) ou simplement Acrush, comptant cinq membres à la base, est un groupe de filles chinoises.
Le groupe s'est formé via Zhejiang Huati Culture Communication Co. Ltd. Elles ont fait leur début avec la chanson Action le 28 avril 2017. En juin 2017, Feng Yuxuan et Peng Yiyang (Joel) furent ajoutées au groupe, faisant ainsi de celui-ci un septuor. En novembre 2017, Acrush sortirent leur seconde chanson I'm Sorry. La chanson et le MV n'inclurent pas Min Junqian qui annonça plus tard son départ, en décembre.
En février 2018, Feng Yuxuan quitta le groupe. En mai 2018, le groupe fut renommé Fanxy Red. En avril 2019, Joël quitta à son tour le groupe, faisant du groupe un quatuor. Elles ont redébuté le 28 août 2019 avec leur single album Activate, qui sortit simultanément en Chine et en Corée du Sud.
Elles ont fait leurs débuts en 2017 et ont sorti en 2019 leur premier album single nommé Activate,.

## Talent artistique

### Image
Le style de Fanxy Red est souvent décrit comme androgyne ou garçon manqué,, leur style étant charactérisé dans les médias chinois comme celui de « meishaonian » (美少年) qui signifie « jolis garçons ». En 2017, Dazed a décrit le groupe comme "des filles cisgenres, dont les cheveux, le maquillage et les vêtements les feraient presque ressembler à des boys bands coréens - ne s'habillant pas tout à fait comme des filles, mais ne s'habillant pas vraiment comme des garçons non plus".
Dans le passé, Lu Keran a déclaré que l'entreprise ne lui permettait pas de discuter de ses propres orientations sexuelles ou de celles de ses co-membres et a depuis corrigé n'importe qui la considérant comme étant un garçon, qu'elle était bien une fille.
Min Junqian s'est depuis fait opéré de la poitrine, faisant de lui un des quelques idols transgenres de l'industrie de la K-pop. Il est actuellement en couple avec sa petite amie.
Marco fit ses débuts solo le 28 juillet 2020 avec le single "All Right".

## Membres

### Actuelles
| Nom,              | Nom de scène   | Date de naissance | Nationalité | Positions                        |
| ----------------- | -------------- | ----------------- | ----------- | -------------------------------- |
| Lu Keran (陆柯燃) | K (케이)       | 7 novembre 1995   | Chinoise    | Leader, chanteuse                |
| An Junxi (安俊浠) | Roy (로이)     | 28 mars 1997      | Chinoise    | Rappeuse principale              |
| Lin Fan (林凡)    | Marco (마르코) | 2 octobre 1998    | Chinoise    | Rappeuse, maknae (la plus jeune) |

Lu Keran (en)

### Anciens membres
| Nom                   | Nom de scène | Date de naissance |          | Positions            | Date de départ |
| --------------------- | ------------ | ----------------- | -------- | -------------------- | -------------- |
| Min Junqian (闵俊千), | Jun Qian     | 7 mai 1994        | Chinois  | Danseur              | décembre 2017  |
| Feng Yuxuan (冯舆轩)  | Yu Xuan      | 12 février 1992   | Chinoise | Rappeuse             | février 2018   |
| Peng Yiyang (彭亦阳)  | Joël (조엘)  | 6 octobre 1997    | Chinoise | Chanteuse secondaire | avril 2019     |
| Peng Xichen (彭兮辰)  | Shawn (숀)   | 24 mai 1997       | Chinoise | Chanteuse principale | 11 mars 2022   |

### Chronologie
Chronologie
- les blocks noirs représentent une pause
- les lignes roses horizontales représentent combien de temps est actif un membre
- les lignes magenta horizontales représentent qui est leader
- les lignes rouges verticales représentent des sorties discographiques
- les lignes bleues verticales représentent les sorties solo de Marco
- les lignes violettes verticales représentent les sorties solo de Roy
- les lignes oranges verticales représentent les sorties solo de Shawn
- les lignes vertes verticales représentent les collaborations
- les lignes jaunes verticales représentent les sorties solo de K

## Discographie

### Singles albums
| Titre    | Album details | Peak chart positions | Ventes |
| Titre    | Album details | COR                  | Ventes |
| coréen   | coréen | coréen               | coréen |
| -------- | --- | -------------------- | ------ |
| Activate | - Sortie : 28 août 2019 - Label: TOV Divertissement - Formats : CD, téléchargement numérique Track Listing 1. "Holla" 2. "T.O.P" 3. "T.O.P" (version coréenne) 4. "守望星" 5. "T.O.P" (instrumentale) | 89                   |        |

### Singles
| Titre                                                              | Année   | Peak chart positions | Ventes  | Album                      |
| Titre                                                              | Année   | COR                  | Ventes  | Album                      |
| Chinois                                                            | Chinois | Chinois              | Chinois | Chinois                    |
| ------------------------------------------------------------------ | ------- | -------------------- | ------- | -------------------------- |
| "Action" (行动派)                                                  | 2017    | —                    | —       | singles non issus d'albums |
| "I'm Sorry"                                                        | 2017    | —                    | —       | singles non issus d'albums |
| "Sanlitun Girls "                                                  | 2020    | —                    |         |                            |
| Coréen                                                             |         |                      |         |                            |
| "T.O.P"                                                            | 2019    | —                    | —       | Activate                   |
| "—" denotes song did not chart or was not released in that region. |         |                      |         |                            |